# Mount Vernon (Texas)
Mount Vernon é uma cidade  localizada no estado norte-americano de Texas, no Condado de Franklin.

## Demografia
Segundo o censo norte-americano de 2000, a sua população era de 2286 habitantes.
Em 2006, foi estimada uma população de 2633, um aumento de 347 (15.2%).

## Geografia
De acordo com o United States Census Bureau tem uma área de
9,6 km², dos quais 9,6 km² cobertos por terra e 0,0 km² cobertos por água. Mount Vernon localiza-se a aproximadamente 150 m acima do nível do mar.

## Localidades na vizinhança
O diagrama seguinte representa as localidades num raio de 24 km ao redor de Mount Vernon.